# Coelandria
Coelandria is een geslacht met negen soorten orchideeën uit de onderfamilie Epidendroideae. Het geslacht is afgesplitst van Dendrobium.
Het zijn epifytische of lithofytische orchideeën van het laagland van Zuidoost-Azië en Australazië. Ze hebben bolvormige trossen en zeer opvallend en variabel gekleurde bloemen.

## Naamgeving enetymologie
- Synoniem: Dendrobium Sw. (1799)

De botanische naam Coelandria is afgeleid van het Oudgriekse 'koilos' (hol) en 'anther' (helmknop), naar de pollinia die in een holte in de bloemlip liggen.

## Kenmerken
Coelandria-soorten zijn kleine tot grote epifytische of lithofytische planten met vele stevige, cilindrische tot spoelvormige, onvertakte, rechtopstaande tot afhangende stengels, met talrijke dunne tot stevige, jaarlijks afvallende, lancetvormige tot ovale bladeren met overblijvende, papierachtige, stengelomvattende bladscheden, en korte, zijstandige, bolvormige en dichtbloemig bloemtrossen op een korte, dikke bloemstengel.

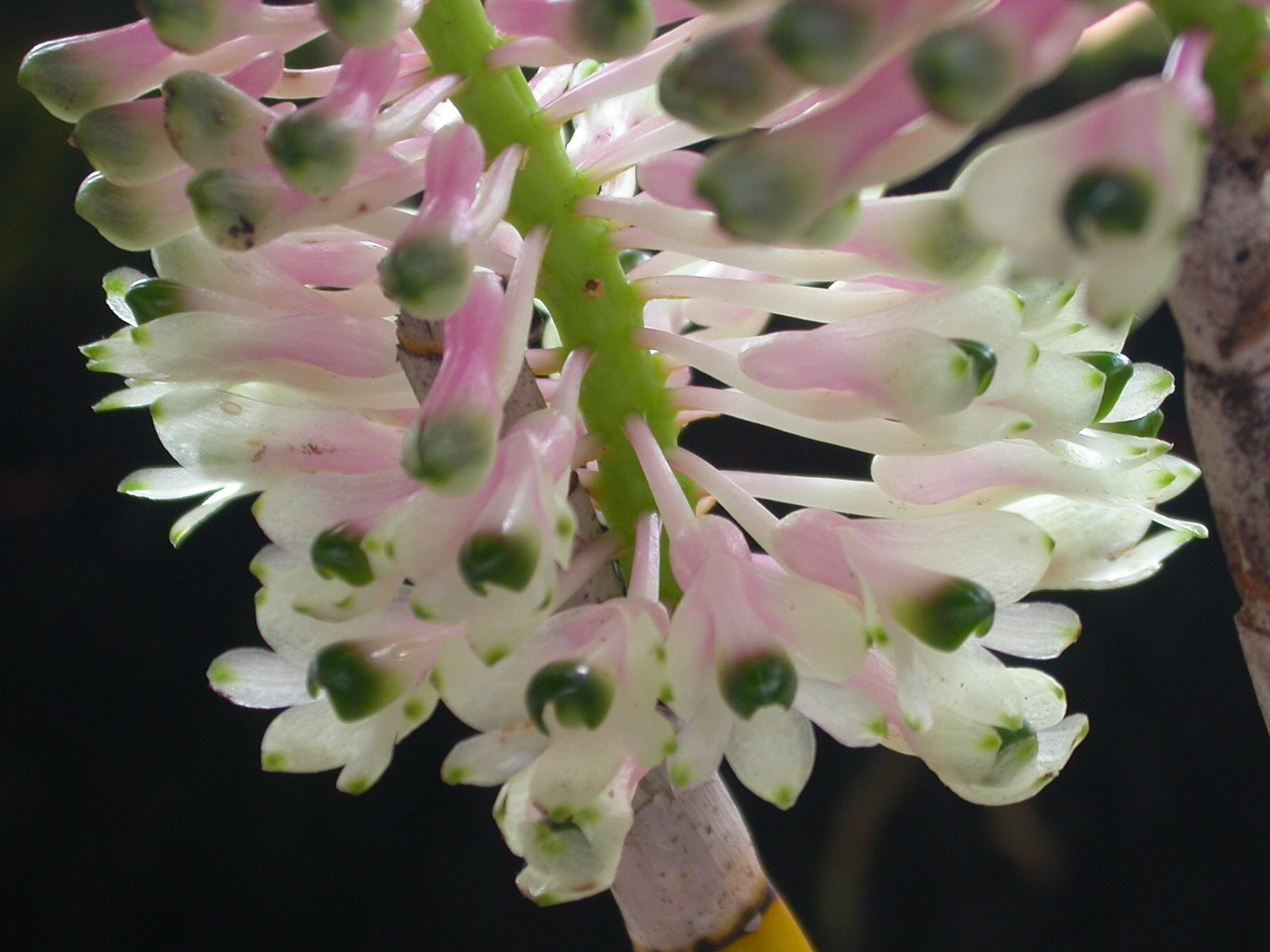
Coelandria smillieae, detail bloem

De bloemen zijn buisvormig, stevig, wasachtig en helder wit, roze, purper, oranje of groen gekleurd, dikwijls met een contrasterende bloemlip, en soms welriekend. Het bovenste kelkblad en de kroonbladen zijn klein en ovaal, de laterale kelkbladen scheef, smal en spatelvormig, gefuseerd aan de top. De lip is half buisvormig, dik en vlezig, met een dwars callus. Ze is aan de basis vergroeid met de voet van het gynostemium en omsluit het over de hele lengte. Het gynostemium is dik en kort, met aan het uiteinde twee vlezige aanhangsels (stelidia) en een verzonken stempel, een hard, tandvormig rostellum en grote viscidia. Er zijn vier zachte, wasachtige en gefuseerde pollinia.

## Habitaten verspreidingsgebied
Coelandria-soorten komen voor op bomen, boomstronken en op rotsen in open laaglandbossen, rivierbossen en aan de rand van het regenwoud in Maleisië, de Molukken, Nieuw-Guinea en Queensland (noordelijk Australië).

## Taxonomie
Coelandria is  in 2003 van Dendrobium afgesplitst door Clements.
Het geslacht telt in de meest recent geaccepteerde taxonomie negen soorten. De typesoort is Coelandria smillieae.

### Soortenlijst
- Coelandria andreemillariae (T.M.Reeve) M.A.Clem. (2003)
- Coelandria chrysoglossa (Schltr.) M.A.Clem. (2003)
- Coelandria coccinea (Kraenzl.) M.A.Clem. (2003)
- Coelandria concavissima (J.J.Sm.) M.A.Clem. (2003)
- Coelandria fornicata (Schltr.) M.A.Clem. (2003)
- Coelandria fracta (T.M.Reeve) M.A.Clem. (2003)
- Coelandria glomerata (Rolfe) M.A.Clem. (2003)
- Coelandria obtusa (Schltr.) M.A.Clem. (2003)
- Coelandria smillieae (F.Muell.) Fitzg. (1882)